# 2720 Петро Перший
2720 Петро Перший (2720 Pyotr Pervyj) — астероїд головного поясу, відкритий 6 вересня 1972 року.
Тіссеранів параметр щодо Юпітера — 3,541.